# Puckpool
Puckpool – wieś w Anglii, na wyspie Wight. Leży 12 km na wschód od miasta Newport i 112 km na południowy zachód od Londynu.